# Carolina Rodríguez (boxeadora)
Carolina Verónica Rodríguez Solorza (Santiago, 30 de septiembre de 1983), más conocida como «Krespita», es una boxeadora profesional chilena invicta. Fue campeona mundial peso gallo de boxeo por la WIBA y la FIB.

## Biografía
Contadora de profesión, en 2005 dejó su trabajo para dedicarse completamente a entrenar.
Inició su carrera en el deporte de combate practicando kick boxing, llegando a ser cinturón negro a los 21 años, en el nivel de tercer dan. Fue campeona chilena, sudamericana y panamericana de esta disciplina, así como también campeona sudamericana y entrenadora de muay thai.
Desde 2006 ha dictado clases de esa disciplina en la Federación Chilena de Full Contact y Kickboxing y es parte del Team Pardo que lidera su entrenador de toda la vida, Claudio Pardo Prieto.

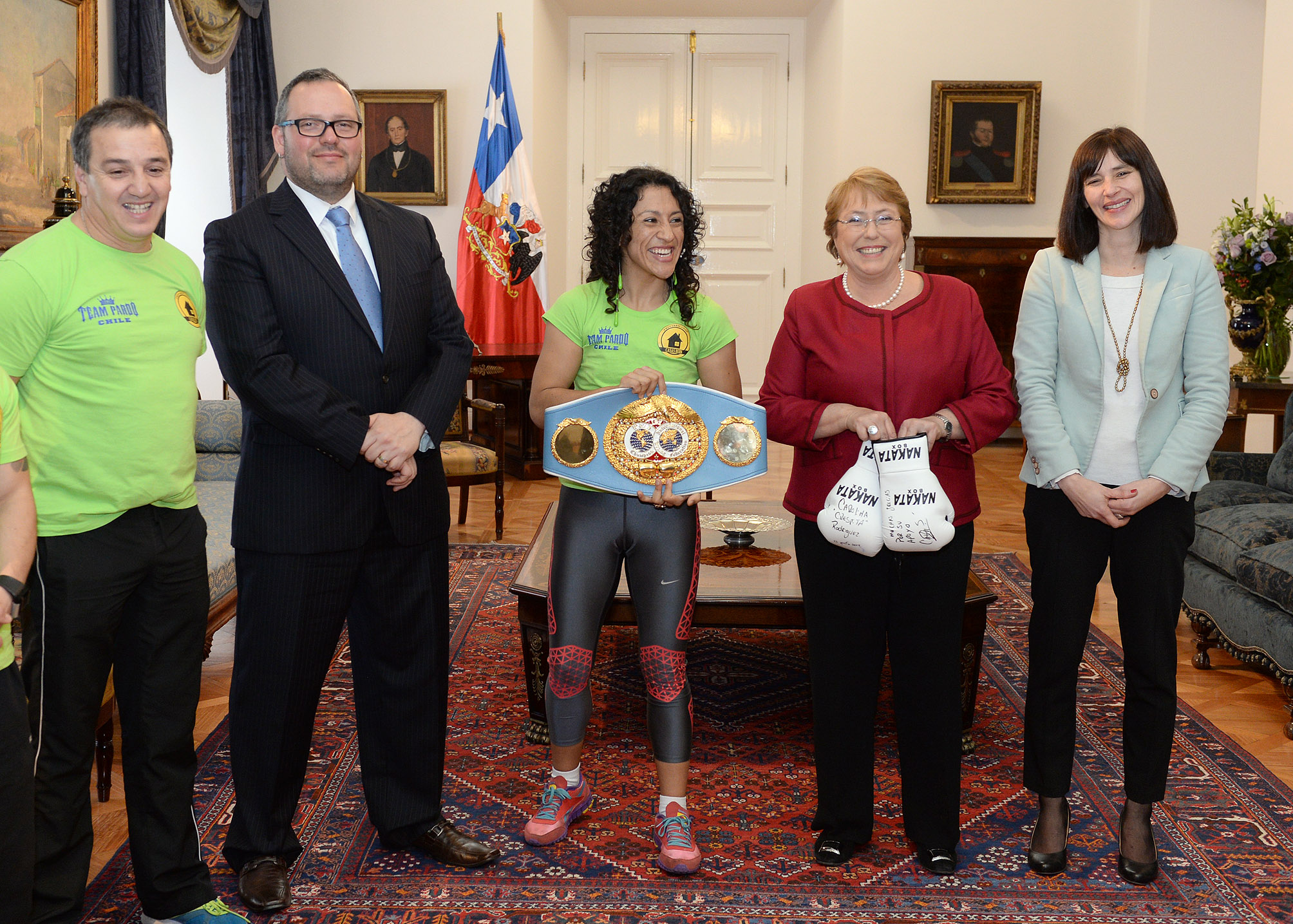
Rodríguez (al medio) recibida por Michelle Bachelet en 2014.

Su debut en el boxeo profesional se realizó el 30 de abril de 2010 en el Club México, contra la boxeadora argentina Natalia Burga.
Rodríguez ganó el título mundial de peso gallo de la Asociación Internacional de Boxeo Femenino (WIBA) el 31 de agosto de 2013, tras derrotar a la venezolana Ana María Lozano. Con este triunfo, se transformó en la primera mujer chilena en obtener un título mundial de boxeo. La boxeadora defendió su título el 18 de enero de 2014 en el Estadio Enrique Donn Müller de Constitución, ante la brasileña Simone da Silva Duarte para ser nuevamente campeona mundial WIBA 2014, tal como lo había hecho en 2013.
En mayo de 2014 obtuvo el título mundial de peso gallo de la Federación Internacional de Boxeo (FIB). Rodríguez obtuvo el título tras derrotar a la boxeadora mexicana Janeth Pérez en la ciudad de Monterrey.
El sábado 9 de agosto de 2014 Rodríguez defendió por primera vez su título mundial de la FIB en el Polideportivo del Estadio Nacional de Chile, combate que fue transmitido en vivo por televisión abierta, contra la colombiana Dayana Cordero.
El viernes 12 de diciembre de 2014 Rodríguez revalidó por segunda vez su título mundial de la FIB en la explanada de la Municipalidad de Puente Alto, tras ganar la revancha a la mexicana Janeth 'Cuisilla' Pérez.
El sábado 22 de agosto de 2015 Rodríguez se enfrentó a la japonesa Tenkai Tsunami (en japonés 天海 ツナミ), en el gimnasio Sokol de Antofagasta, donde defendió su título mundial de peso gallo por tercera vez, ganando por unanimidad.

## Récord profesional
| 16 Ganadas (1 KOs), 0 Derrotas |        |                           |                      |             |            |                                                               |                                                    |
| Res.                           | Récord | Oponente                  | Tipo                 | Rd., Tiempo | Datos      | Localidad                                                     | Notas                                              |
| Victoria                       | 1-0    | Natalia Burga             | Decisión Unánime     | 4           | 30-4-2010  | Club México, Santiago, Chile                                  | Debut profesional de Rodríguez.                    |
| Victoria                       | 2-0    | María Cecilia Roman       | Decisión Unánime     | 6           | 20-8-2011  | Club México, Santiago, Chile                                  |                                                    |
| Victoria                       | 3-0    | Betina Gabriela Garino    | Decisión Unánime     | 4           | 10-2-2012  | Club México, Santiago, Chile                                  |                                                    |
| Victoria                       | 4-0    | Alejandra Soledad Morales | Decisión Mayoritaria | 4           | 5-10-2012  | Auditorio Presidente Néstor Kirchner, Buenos Aires, Argentina |                                                    |
| Victoria                       | 5-0    | Alejandra Soledad Morales | Decisión Unánime     | 6           | 26-10-2012 | Tecnópolis, Buenos Aires, Argentina                           |                                                    |
| Victoria                       | 6-0    | Anahí Yolanda Salles      | Decisión Unánime     | 6           | 16-11-2012 | Auditorio Presidente Néstor Kirchner, Buenos Aires, Argentina |                                                    |
| Victoria                       | 7-0    | Daiane Ribeiro            | Decisión Unánime     | 8           | 22-2-2013  | Gimnasio CEO, Santiago, Chile                                 |                                                    |
| Victoria                       | 8-0    | Florencia Roxana Canteros | Decisión Unánime     | 8           | 26-7-2013  | Club Social Alejandro Korn, Buenos Aires, Argentina           |                                                    |
| Victoria                       | 9-0    | Ana María Lozano          | Decisión Unánime     | 10          | 31-8-2013  | Estadio Enrique Donn Muller, Constitución, Chile              | Gana el Título Mundial de la WIBA                  |
| Victoria                       | 10-0   | Natalia Vanesa López      | T.K.O.               | 5 (8)       | 1-11-2013  | Gimnasio Municipal de Puente Alto, Santiago, Chile            |                                                    |
| Victoria                       | 11-0   | Simone da Silva Duarte    | Decisión Unánime     | 10          | 18-1-2014  | Estadio Municipal Enrique Donn Müller, Constitución, Chile    | Retiene el Título Mundial de la WIBA               |
| Victoria                       | 12-0   | Janeth Pérez              | Decisión Mayoritaria | 10          | 10-5-2014  | Arena Solidaria, Monterrey, México                            | Obtuvo el título mundial de peso gallo de la FIB.  |
| Victoria                       | 13-0   | Dayana Cordero            | Decisión Dividida    | 10          | 9-8-2014   | Polideportivo del Estadio Nacional, Santiago, Chile           | Retiene el título mundial de peso gallo de la FIB. |
| Victoria                       | 14-0   | Janeth Pérez              | Decisión Mayoritaria | 10          | 12-12-2014 | Arena de Puente Alto, Santiago, Chile                         | Retiene el título mundial de peso gallo de la FIB. |
| Victoria                       | 15-0   | Tenkai Tsunami            | Decisión Unánime     | 10          | 22-08-2015 | Estadio Sokol, Antofagasta, Chile                             | Retiene el título mundial de peso gallo de la FIB. |
| Victoria                       | 16-0   | Carolina Álvarez          | Decisión Unánime     | 8           | 23-03-2018 | Gran Arena Monticello, San Francisco de Mostazal, Chile       |                                                    |